# Microregione di Rosário Oeste
Rosário Oeste è una microregione dello Stato del Mato Grosso appartenente alla mesoregione di Centro-Sul Mato-Grossense.

## Comuni
Comprende 3 comuni:
- Acorizal
- Jangada
- Rosário Oeste